# 아페롤

로고

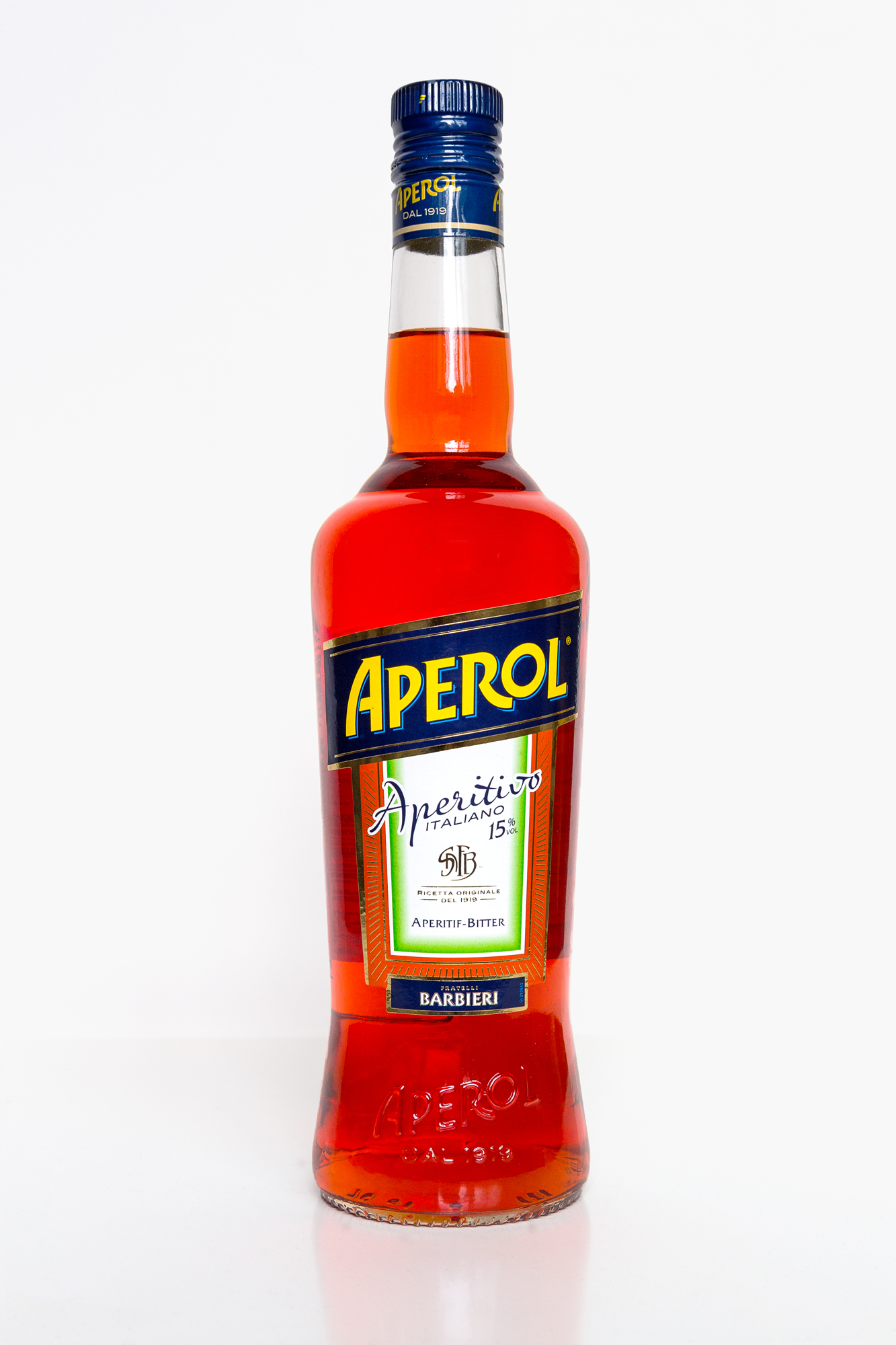
아페롤

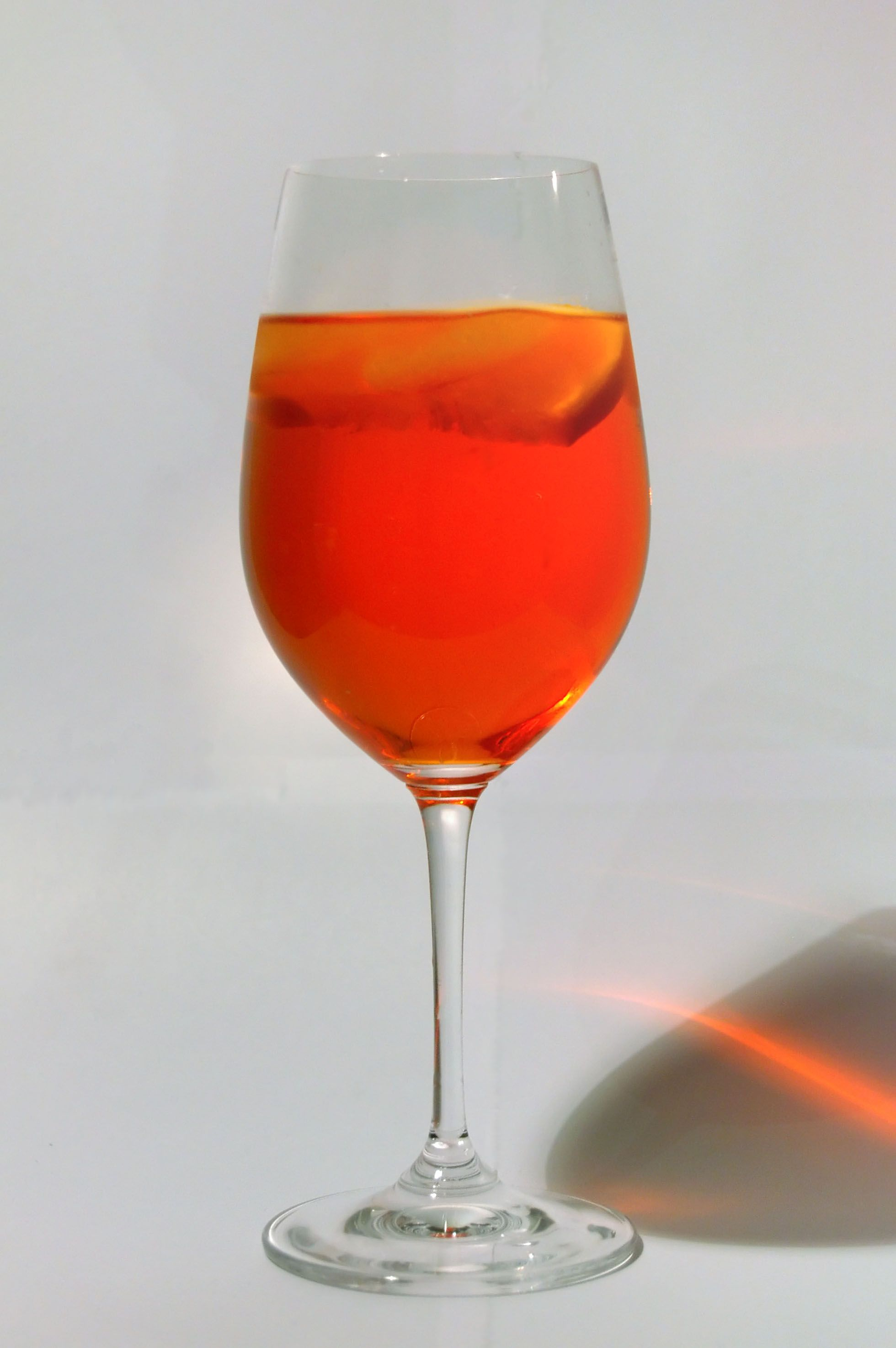
Aperol

아페롤(Aperol)은 용담, 루바브, 금계랍 등이 함유된 이탈리아의 리큐어 중 하나이다. 붉은 오렌지색을 하고 있으며, 알코올 도수는 11도, 엑스분은 25.8%이다.